# Anthonomus pinivorax
Anthonomus pinivorax är en skalbaggsart som beskrevs av Silfverberg 1977. Anthonomus pinivorax ingår i släktet Anthonomus, och familjen vivlar. Arten är reproducerande i Sverige.